# Horacio Serpa

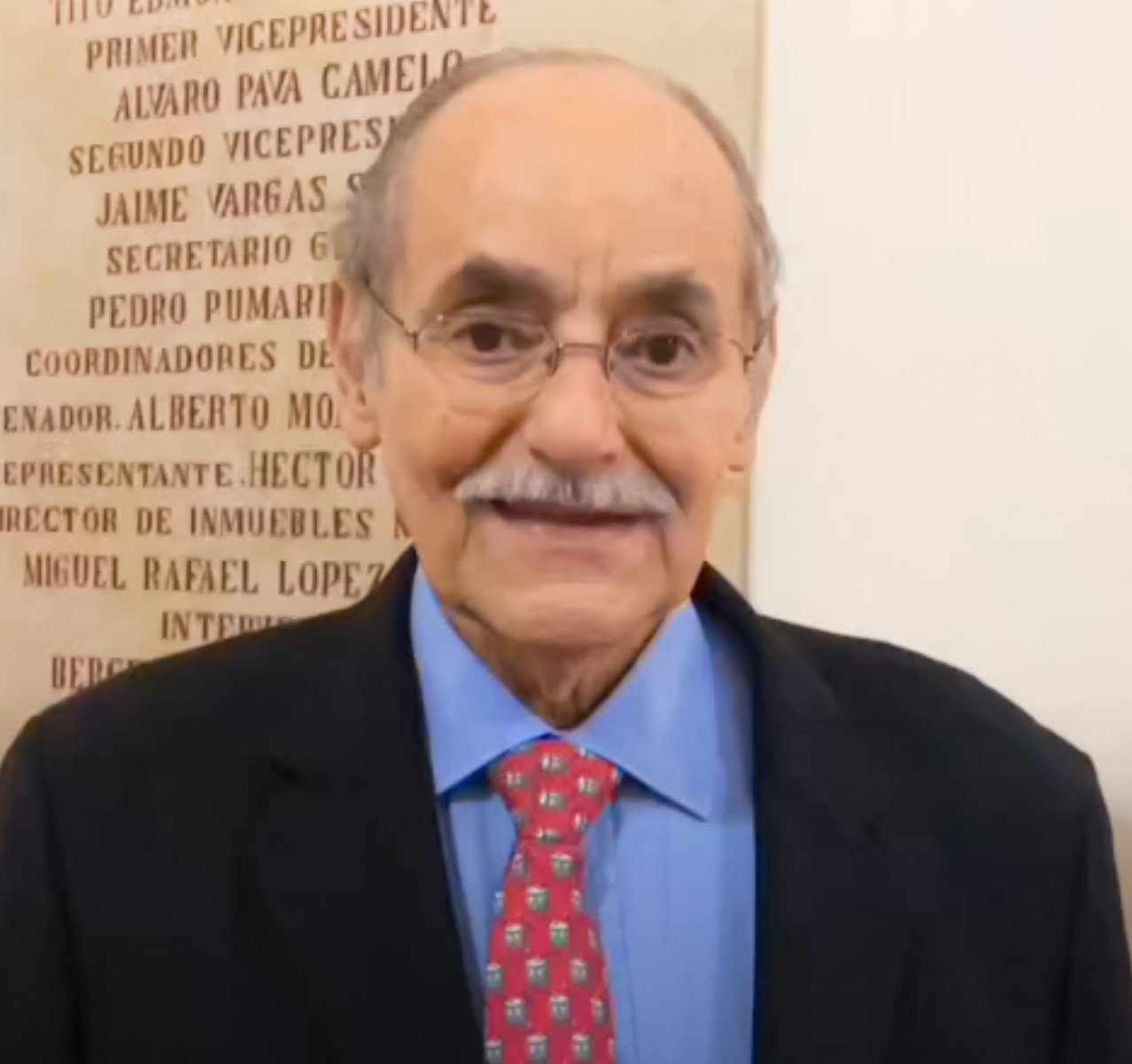
Horacio Serpa

Horacio Serpa Uribe (* 4. Januar 1943; † 31. Oktober 2020 in Bucaramanga, Departamento Santander) war ein kolumbianischer Politiker und Rechtsanwalt. Er war dreimal Präsidentschaftskandidat der Liberalen Partei, konnte die Wahl aber nie gewinnen.

## Leben

### Herkunft
Serpa wurde als eines von sieben Kindern einer Familie der unteren Mittelschicht geboren. Seine Mutter war Lehrerin, sein Vater beschäftigte sich mit Rechtswissenschaft, ohne jedoch ein Studium absolviert zu haben. 1960 nahm Serpa in der Universidad del Atlántico in Barranquilla das Studium der Rechtswissenschaft auf, das er mit besten Noten und Auszeichnung abschloss.

### Öffentliche Ämter
Horacio Serpa Uribe durchlief alle drei Säulen des staatlichen Handelns in Kolumbien.

#### Judikative
Er begann nach seinem Studium als Landrichter (Juez Promiscuo Municipal) in Tona in seiner Heimatprovinz Santander. Später war er Straf- und Zivilrichter, Staatsanwalt und schließlich Oberster Richter in Barrancabermeja. In dieser Zeit begann auch sein Interesse für Politik; er wurde Mitglied des Jugendverbandes des Movimiento Revolucionario Liberal (MRL), gegründet von Ex-Präsident Alfonso López Michelsen.

#### Legislative
In der Legislative wurde er zunächst zum Concejal (Ratsmitglied) in Barrancabermeja gewählt und ersetzte 1974 Rogelio Ayala als Mitglied des Repräsentantenhauses des kolumbianischen Parlaments, also des Unterhauses. 1978 und 1982 wurde er für die von ihm mitgegründete Partei Frente de Izquierda Liberal Auténtico (dt. Front der authentischen liberalen Linken, FILA) erneut ins Parlament gewählt. In dieser Zeit radikalisierte sich die Partei im Departamento Santander, Serpa blieb aber der moderateren offiziellen Linie treu. Im Parlament war er Vorsitzender der Anklagekommission (Comisión de Acusaciones), Vorsitzender der Kommission für den Plan des Kongresses der Republik (Comisión del Plan del Congreso de la República). 1986 wurde er erstmals in den Senat, das Oberhaus, gewählt. Er wurde Mitglied der 1991 einberufenen verfassunggebenden Versammlung und vertrat dort die liberale Liste Sampers. Er wurde gemeinsam mit Alvaro Gómez Hurtado von der Konservativen Partei und Antonio Navarro Wolff, einem ehemaligen Mitglied der M-19-Stadtguerillabewegung, Präsident des Verfassungskonvents.

#### Exekutive
In der Exekutive wurde Serpa, der in politisch schwierigen Regionen wie dem Departamento Magdalena gewirkt hatte, in dem die ELN-Guerillabewegung sich formierte, 1970 mit Unterstützung von Alfonso Gómez Gómez, einem liberalen Patriarchen im Departamento Santander, Bürgermeister von Barrancabermeja. Er war seit 1988 Bildungsminister des Departamento Santander. Während der Amtszeiten der liberalen Präsidenten Virgilio Barco (1986–1990) und Ernesto Samper Pizano (1994–1998) bekleidete er darüber hinaus die Ämter des kolumbianischen Regierungsministers (Ministro de Gobierno) und des Innenministers und war Präsidialer Beauftragter für den Frieden im bewaffneten internen Konflikt.

#### Parteiämter
Er war Vorsitzender des Direktoriums der Liberalen Partei im Departamento Santander, Vorsitzender der Zentralen Politikkommission der Liberalen Partei und Präsidentschaftskandidat in den Jahren 1998 und 2002. Von 1998 bis 1999 war er Vorsitzender der Liberalen Partei auf Landesebene. Unter Präsident Uribe, gegen den er bei den Präsidentschaftswahlen 2002 unterlag, war er Botschafter bei der Organisation Amerikanischer Staaten. Bei den laufenden Wahlen 2006 ist er erneut liberaler Spitzenkandidat.

### Serpa und der „Proceso 8.000“
1981 lernte Serpa Ernesto Samper Pizano kennen, der damals führend an der Wahlkampagne des ehemaligen Präsidenten Alfonso López Michelsen beteiligt war. Als Samper 1990 selbst seine Präsidentschaftskandidatur betrieb und die Unterstützung linksliberaler Kreise suchte, fand er bei Serpa, Führer der linksliberalen FILA in Santander, Rückhalt und Unterstützung.
Serpa wurde zum Wahlkampfmanager Sampers für die Präsidentschaftswahlen 1994, die Samper gewann. Bald darauf wurden Samper, Serpio und andere aber vom unterlegenen Gegenkandidaten Andrés Pastrana angeklagt, ihren Wahlkampf auch mit Geldern aus dem Drogenhandel (den sog. „narco-casset“) finanziert zu haben. Aus diesen Anschuldigungen entwickelte sich der größte politische Skandal in der kolumbianischen Geschichte. Serpa übernahm, obwohl selbst verdächtigt, die Verteidigung Sampers im deshalb begonnenen Prozess vor dem Obersten Gerichtshof, dem „Proceso 8.000“. Samper konnte nicht nachgewiesen werden, dass er selbst von den Drogengeldern gewusst habe. Er beschuldigte den Schatzmeister seiner Wahlkampagne, Fernando Botero Zea (Sohn des Malers Fernando Botero), diese Geschäfte eigenmächtig abgewickelt zu haben.
Serpa selbst wurde schließlich von der Anklagekommission des Repräsentantenhauses von den gegen ihn gerichteten Vorwürfen freigesprochen. Er wurde aber aufgrund seines Auftretens im Prozess, dem Echo in der nationalen und internationalen Medienwelt und den aus dem Prozess resultierenden politischen Spannungen mit den USA zur kontroversen Medienfigur. Dies wirkte auf seine Kandidatur bei den Präsidentschaftswahlen 1998 zurück. Im betreffenden Wahlkampf hatte er sich mit zahlreichen Vertretern aus Wirtschafts-, Universitäts- und vor allem Journalistenkreisen auseinanderzusetzen, die eine Gruppe namens „TOCONSER“ (Todos contra Serpa, dt. Alle gegen Serpa) bildeten und ihn hart attackierten, was er in ähnlicher, sprachlich kontroverser Art beantwortete.

### Unterhändler im bewaffneten internen Konflikt
Serpa hatte sich schon während seiner Zeit als Regionalpolitiker in Santander für die friedliche Beilegung von Streiks und gesellschaftlichen Konflikten eingesetzt. Während der Amtszeit von Präsident Belisario Betancur Cuartas nahm er an Verhandlungen mit den Guerilla-Gruppen im Land teil und gehörte verschiedenen Kommissionen an, die allerdings keine greifbaren Ergebnisse für das Ende des Bürgerkrieges in Kolumbien erzielten.
Als er gegen Ende der Amtszeit von Präsident Virgilio Barco Regierungsminister wurde, war er an den Verhandlungen über die Demobilisierung der Guerillagruppen Ejército de Liberación Popular (EPL), Partido Revolucionario de los Trabajadores (PRT) und Kommando Quintín Lame beteiligt. 1992 entsandte ihn Präsident César Gaviria nach Tlaxcala, Mexiko, wo Serpa den fehlgeschlagenen Verhandlungsversuch mit örtlichen Guerilleros leitete.
Unter Präsident Samper unternahm er einen erneuten Versuch, mit den FARC zu einem Abkommen zu gelangen, der aber nicht erfolgreich war. Er nahm auch an von der deutschen Regierung angestoßenen Verhandlungen mit der ELN in Bonn teil, die aber unter anderem deshalb scheiterten, weil Serpa in Geheimverhandlungen über die Vorgaben der kolumbianischen Regierung hinweggegangen war bzw. sich nicht ausreichend mit ihr koordiniert hatte, was zu einem politischen Skandal in der Regierung führte.

## Ergebnisse seiner Präsidentschaftskandidaturen

### 1998
- Andrés Pastrana: 6.086.507 Stimmen (50.39 %)
- Horacio Serpa: 5.620.719 Stimmen (46.53 %)

(in der Stichwahl)

### 2002
- Alvaro Uribe Vélez: 5.862.655 Stimmen (53,048 %)
- Horacio Serpa: 3.514.779 Stimmen (31,803 %)

Uribe gewann mit absoluter Mehrheit im ersten Wahlgang. Dies war das erste Mal seit Einführung dieses Wahlmodus 1991, dass ein Kandidat im ersten Wahlgang gewählt wurde. Serpa erklärte seine Niederlage und gab zunächst bekannt, sich nicht aktiv um eine erneute Kandidatur bei den nächsten Wahlen bewerben zu wollen. Er wurde Botschafter Kolumbiens bei der OAS.

### 2006
Bei den Präsidentschaftswahlen 2006 setzte sich Serpa erneut als Kandidat seiner Partei durch. Im ersten Wahlgang am 28. Mai, bei dem Álvaro Uribe die absolute Mehrheit erhielt, belegte Serpa mit 11,84 % der Stimmen nur den dritten Platz, noch hinter dem Mitte-links-Kandidaten Carlos Gaviria vom Polo Democrático Alternativo.